# آن‌ها که فردا را می‌سازند
آن‌ها که فردا را می‌سازند (به ژاپنی: 明日を作る人々 Asu o tsukuru hitobito) فیلمی ژاپنی محصول سال ۱۹۴۶ به کارگردانی آکیرا کوروساوا، هیدئو سکیگاوا و کاجیرو یاماموتو است. این فیلم برای نشان دادن هدف کارگران تولید شده است. اتحادیه در استودیوهای فیلم توهو، در حالی که نیروهای متفقین جنگ جهانی دوم تشکیل اتحادیه‌ها را به عنوان بخشی از فرآیند دموکراتیزاسیون در طول اشغال ژاپن پس از جنگ جهانی دوم تأیید کردند. کوروساوا بعداً این فیلم را محکوم کرد و آن را فیلمی ساخته شده توسط کمیته نامید که در آن او تنها یک هفته درگیر بود و از ذکر آن در زندگی نامه خود خودداری کرد. از بازیگران آن می‌توان به هیدکو تاکامینه، ماسایوکی موری و تاکاشی شیمورا اشاره کرد.